# Team Dimension Data 2017
Questa voce raccoglie le informazioni riguardanti la squadra ciclistica Team Dimension Data nelle competizioni ufficiali della stagione 2017.

## Organico

### Staff tecnico
|  | Naz.                   |    | Sportivo                |  |  |  |
|  | ---------------------- | -- | ----------------------- |  |  |  |
|  | Sudafrica (bandiera)   | TP | Douglas Ryder           |  |  |  |
|  | Regno Unito (bandiera) | DS | Roger Hammond           |  |  |  |
|  | Germania (bandiera)    | DS | Rolf Aldag              |  |  |  |
|  | Regno Unito (bandiera) | DS | Oliver Cookson          |  |  |  |
|  | Spagna (bandiera)      | DS | Bingen Fernández        |  |  |  |
|  | Belgio (bandiera)      | DS | Jean-Pierre Heynderickx |  |  |  |
|  | Spagna (bandiera)      | DS | Alex Sans Vega          |  |  |  |

### Rosa
|  | Naz.                   |  | Sportivo                    | Anno |  |  |
|  | ---------------------- |  | --------------------------- | ---- |  |  |
|  | Spagna (bandiera)      |  | Igor Antón                  | 1983 |  |  |
|  | Eritrea (bandiera)     |  | Natnael Berhane             | 1991 |  |  |
|  | Norvegia (bandiera)    |  | Edvald Boasson Hagen        | 1987 |  |  |
|  | Regno Unito (bandiera) |  | Mark Cavendish              | 1985 |  |  |
|  | Regno Unito (bandiera) |  | Steven Cummings             | 1981 |  |  |
|  | Eritrea (bandiera)     |  | Mekseb Debesay              | 1991 |  |  |
|  | Sudafrica (bandiera)   |  | Nicolas Dougall             | 1992 |  |  |
|  | Austria (bandiera)     |  | Bernhard Eisel              | 1981 |  |  |
|  | Stati Uniti (bandiera) |  | Tyler Farrar                | 1984 |  |  |
|  | Spagna (bandiera)      |  | Omar Fraile                 | 1990 |  |  |
|  | Sudafrica (bandiera)   |  | Ryan Gibbons                | 1994 |  |  |
|  | Australia (bandiera)   |  | Nathan Haas                 | 1989 |  |  |
|  | Sudafrica (bandiera)   |  | Jacques Janse van Rensburg  | 1987 |  |  |
|  | Sudafrica (bandiera)   |  | Reinardt Janse van Rensburg | 1989 |  |  |
|  | Stati Uniti (bandiera) |  | Ben King                    | 1989 |  |  |
|  | Eritrea (bandiera)     |  | Merhawi Kudus               | 1994 |  |  |
|  | Australia (bandiera)   |  | Lachlan Morton              | 1992 |  |  |
|  | Ruanda (bandiera)      |  | Adrien Niyonshuti           | 1987 |  |  |
|  | Australia (bandiera)   |  | Ben O'Connor                | 1995 |  |  |
|  | Belgio (bandiera)      |  | Serge Pauwels               | 1983 |  |  |
|  | Algeria (bandiera)     |  | Youcef Reguigui             | 1990 |  |  |
|  | Australia (bandiera)   |  | Mark Renshaw                | 1982 |  |  |
|  | Italia (bandiera)      |  | Kristian Sbaragli           | 1990 |  |  |
|  | Eritrea (bandiera)     |  | Daniel Teklehaimanot        | 1988 |  |  |
|  | Sudafrica (bandiera)   |  | Jay Robert Thomson          | 1986 |  |  |
|  | Regno Unito (bandiera) |  | Scott Thwaites              | 1990 |  |  |
|  | Sudafrica (bandiera)   |  | Johann van Zyl              | 1991 |  |  |
|  | Sudafrica (bandiera)   |  | Jacobus Venter              | 1987 |  |  |

## Palmarès

### Corse a tappe
World Tour
- Abu Dhabi Tour

1ª tappa (Mark Cavendish)
- Giro d'Italia

11ª tappa (Omar Fraile)
- Tour de France

19ª tappa (Edvald Boasson Hagen)
Continental
- Tour de Langkawi

4ª tappa (Mekseb Debesay)
5ª tappa (Ryan Gibbons)
Classifica generale (Ryan Gibbons)
- Tour de Yorkshire

3ª tappa (Serge Pauwels)
Classifica generale (Serge Pauwels)
- Tour of Norway

1ª tappa (Edvald Boasson Hagen)
5ª tappa (Edvald Boasson Hagen)
Classifica generale (Edvald Boasson Hagen)
- Tour des Fjords

3ª tappa (Edvald Boasson Hagen)
4ª tappa (Edvald Boasson Hagen)
5ª tappa (Edvald Boasson Hagen)
Classifica generale (Edvald Boasson Hagen)
- Österreich-Rundfahrt

5ª tappa (Ben O'Connor)
- Tour of Britain

8ª tappa (Edvald Boasson Hagen)
- Giro della Toscana

1ª tappa (Steve Cummings)

### Campionati nazionali
- Campionati sudafricani

In linea (Reinardt Janse van Rensburg)
- Campionati britannici

In linea (Steve Cummings)
Cronometro (Steve Cummings)
- Campionati norvegesi

Cronometro (Edvald Boasson Hagen)
- Campionati eritrei

Cronometro (Mekseb Debesay)
- Campionati rwandesi

Cronometro (Daniel Teklehaimanot)

## Classifiche UCI

### Calendario mondiale UCI
Individuale
Piazzamenti dei corridori del Team Dimension Data nella classifica individuale dell'UCI World Tour 2017.
| Pos. | Ciclista                    | Punti |
| ---- | --------------------------- | ----- |
| 50   | Nathan Haas                 | 775   |
| 74   | Edvald Boasson Hagen        | 561   |
| 135  | Omar Fraile                 | 180   |
| 157  | Scott Thwaites              | 141   |
| 163  | Serge Pauwels               | 127   |
| 171  | Lachlan Morton              | 115   |
| 172  | Kristian Sbaragli           | 113   |
| 188  | Merhawi Kudus               | 98    |
| 200  | Mark Cavendish              | 88    |
| 225  | Mekseb Debesay              | 70    |
| 250  | Igor Antón                  | 54    |
| 252  | Jacques Janse van Rensburg  | 54    |
| 258  | Ben O'Connor                | 52    |
| 265  | Reinardt Janse van Rensburg | 48    |
| 301  | Natnael Berhane             | 32    |
| 339  | Ryan Gibbons                | 21    |
| 365  | Ben King                    | 12    |
| 377  | Bernhard Eisel              | 10    |
| 378  | Steven Cummings             | 10    |
| 392  | Nicolas Dougall             | 7     |
| 404  | Daniel Teklehaimanot        | 5     |
| 423  | Jacobus Venter              | 2     |

Squadra
La squadra Team Dimension Data ha chiuso in diciottesima posizione con 2 575 punti.